# James Simpson (militare)
James Simpson (1792 – 1868) è stato un generale britannico.

## Biografia
Seguì i comandi di Arthur Wellesley e partecipò alle campagne dell'India. Diventò in seguito alla morte di lord Raglan, avvenuta nel giugno del 1855 durante la guerra di Crimea, capo del corpo di spedizione britannico. Fra le imprese a cui partecipò si ricorda la presa di Sebastopoli.